# Трамвай Комсомольска-на-Амуре
Трамвай Комсомольска-на-Амуре — трамвайная система в Комсомольске-на-Амуре, Хабаровского края, действовавшая с 1957 по 2018 годы. Являлась самой восточной в России.
Движение было открыто 6 ноября 1957 года. С 1 октября 2018 года трамвайное движение приостановлено из-за отсутствия средств на ремонт аварийного путепровода на пути трамваев из депо на маршруты. В городе на момент закрытия действовало 3 маршрута, в депо находилось 40 вагонов, из них эксплуатировались в маршрутном движении 32, трамваи эксплуатировались единственным трамвайным парком. Трамвайные перевозки осуществляло МУП «Трамвайное управление».
Летом 2020 года глава города объявлял предварительную дату вероятного возобновления движения трамваев — начало 2022 г., однако в течение 2020—2021 гг. на территории города практически полностью демонтирована контактная сеть, в конце 2021 г. на территории депо демонтировали не только контактную сеть, но и часть рельс. В 2023 главой Хабаровского края Михаилом Дегтерёвым были озвучены планы о начале восстановления трамвайного движения в Комсомольске-на-Амуре в 2025-2026 годах.

## История

### Советский период
История трамвая в Комсомольске-на-Амуре началась 5 марта 1955 года, тогда городским исполкомом было принято решение о строительстве трамвая. Институтом Гипрокоммундортранс были выполнены технико-экономические обоснования строительства трамвайной инфраструктуры в объёме первой очереди со следующими показателями: протяженность пути 6 км, трамвайное депо с мастерскими на 25 вагонов и тяговая подстанция № 1.
Строительство началось в октября 1956 года, к тому времени уже было открыто трамвайное движение в краевом центре. Было принято решение построить первые трамвайные пути методом народной стройки. В городе Хабаровске в филиале института технического обучения проходили подготовку 25 водителей для работы в городе. Из Усть-Катава в город Юности прибыли 9 моторных вагонов КТМ-1 и 19 прицепных вагонов КТП-1.
Трамвайное движение в городе было открыто 6 ноября 1957 года, открывали движение вагоны КТМ/КТП-1. Было открыто движение трамваев на участке завод «Амурсталь» — посёлок Мылки по улице Павловского, проспекту Сталина (ныне — проспект Мира) и проспекту Ленина.
Развитие трамваев продолжилось, так:
- В 1958 году трамваи пошли по линии от площади Металлургов до улицы Пермская (ныне — улица Набережная) по проспекту Сталина (ныне — проспект Мира). Открыты маршруты № 2 (Железнодорожный вокзал — ул. Пермская) и № 3 («Амурсталь» — ул. Пермская). Открыта линии от Посёлка Мылки до ЖД вокзала по улице Пирогова.[4]
- 5 декабря 1961 года открылось движение по участку пл. Металлургов — Дзёмги через Комсомольское шоссе, улицу Амурскую, улицу Запорожскую и улицу Уральскую. Запущены маршруты № 4 и № 5 до Дзёмог.
- В начале 70-х была открыта линия до нового ЖД вокзала, линия на старый вокзал была закрыта.

### После распада СССР
В 90-е годы количество вагонов в парке начало сокращаться, уменьшалось количество трамваев ездивших по СМЕ. Протяжённость сети не изменилась.
После распада Советского Союза парк подвижного состава продолжал обновляться. Так, в 1993—1995 годах было куплено 6 трамваев ЛМ-93, в 2001 году начата эксплуатация трамваев ЛМ-99К — самых новых трамваев в Комсмольске-на-Амуре. С 1995 по 2003 год на КнААПО производился капитальный ремонт трамваев РВЗ-6М2. В 2007 году было куплено ещё 4 трамвайных вагона ЛМ-93, которые эксплуатировались в Ангарске до 2002 года.
- В 2002 году к 70-летию Комсмольска-на-Амуре был запущен новый мост через реку Силинка на Комсомольском шоссе, движение трамваев по старому мосту прекратилось[7].
- К 2005 году трамвайный маршрут № 4 был закрыт и лишь изредка запускался в праздничные дни.

Во время наводнения в Комсмольске-на-Амуре в 2013 году были следующие изменения в работе трамвая:
- С 7 сентября были приостановлены маршруты № 2 и № 3. Была запущена сцепка от пл. Металлургов до улицы Дзержинского.
- С 8 сентября МУП «Трамвайное управление» стало обслуживать трамвай круглосуточно. В период с 21:30 до 6:00 на маршруте № 5 работало 3 вагона, что позволило поддерживать интервал 25 минут. Еще один вагон курсировал от поселка Мылки до поселка Амурсталь.
- 9 и 10 сентября с 10:00 до 15:00 для проведения укрепительных и ремонтных работ было закрыто трамвайное движение на участке пл. Металлургов — пос. Дзёмги. В это время работал только маршрут № 1.
- С 20 сентября было прекращено трамвайное движение в ночное время.
- С 25 сентября восстановлено движение по трамвайным маршрутам № 2 и № 3 в полном объеме. Прекращено движение сцепки пл. Металлургов — улица Дзержинского.

Проблемы у «Трамвайного управления» начались в 2010-2012 годах. Тогда предприятие за перевозку льготников по региональной мере социальной поддержки (единым проездным билетам) недополучило 177 млн. рублей. Судебные разбирательства в региональном арбитраже по этому поводу продолжались несколько лет. Финансовое положение МУП «Трамвайное управление» значительно ухудшилось. Начался "закат" трамвая в Комсомольске-на-Амуре.
- С 1 февраля 2017 года трамвайный маршрут № 5 был сокращен до пл. Металлургов. На время дачного сезона маршрут был продлен до Пл. Володарского.
- С 1 апреля 2018 года, в связи с реконструкцией Комсомольского шоссе и для погашения многомиллионных долгов по налогам, упразднены маршруты № 4 и № 5, связывающий Центральный и Ленинский районы города. Работы по демонтажу рельсов и контактной сети на протяжении от площади Металлургов до Уральской улицы с последующей продажей 15 километров рельсов позволили избежать банкротства предприятия. После этого в городе осталось 3 маршрута, все в Центральном районе.
- С 1 октября 2018 года движение всех трамваев приостановлено на неопределённый срок в связи с аварийным состоянием путепровода на проспекте Мира[9].Открытие трамвайного движение в Комсомольске-на-Амуре, 1957

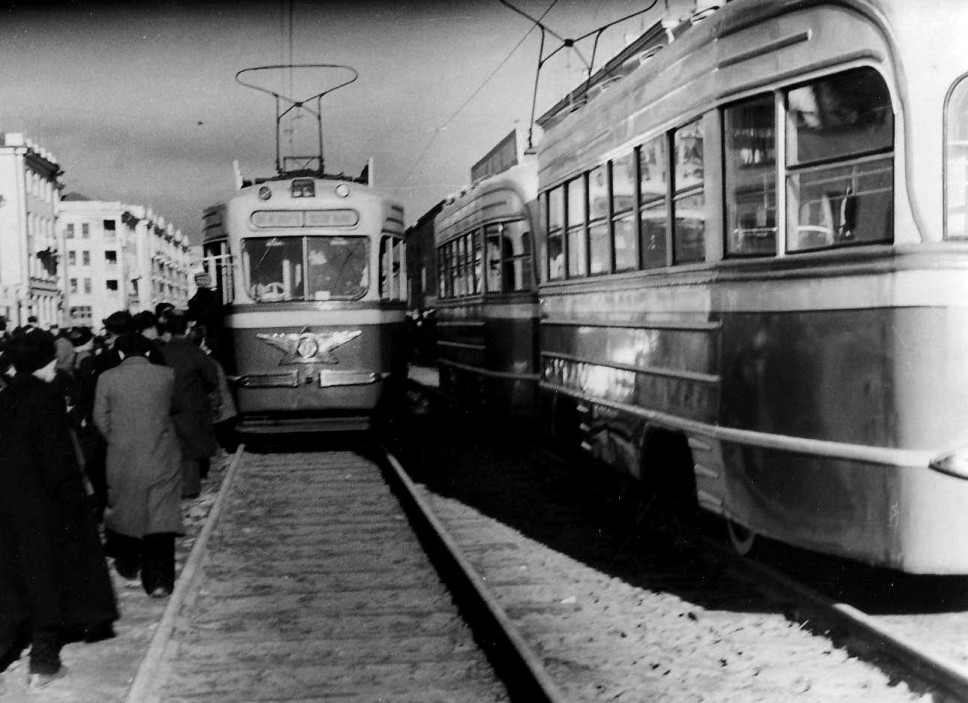
Открытие трамвайного движение в Комсомольске-на-Амуре, 1957

### После закрытия
Городская администрация собиралась ликвидировать МУП, но депутаты не одобрили выделение денег из бюджета на эти цели. Впоследствии ликвидация предприятия всё же началась, однако, по заявлению администрации города, только лишь для того, чтобы избежать накопления долгов, а в будущем планировалось создать новое муниципальное предприятие. По заявлению главы города, после её завершения, планируется создание нового объединённого муниципального трамвайно-автобусного предприятия по аналогии с хабаровским МУП «ГЭТ».
- 12 ноября наподобие 3-го трамвая запускается автобусный маршрут №34 «Микрорайон Амурсталь - Набережная».[8]
- С августа 2023 процесс ликвидации МУП «Трамвайное управление» прекращён[11].Старый мост через реку Силинка

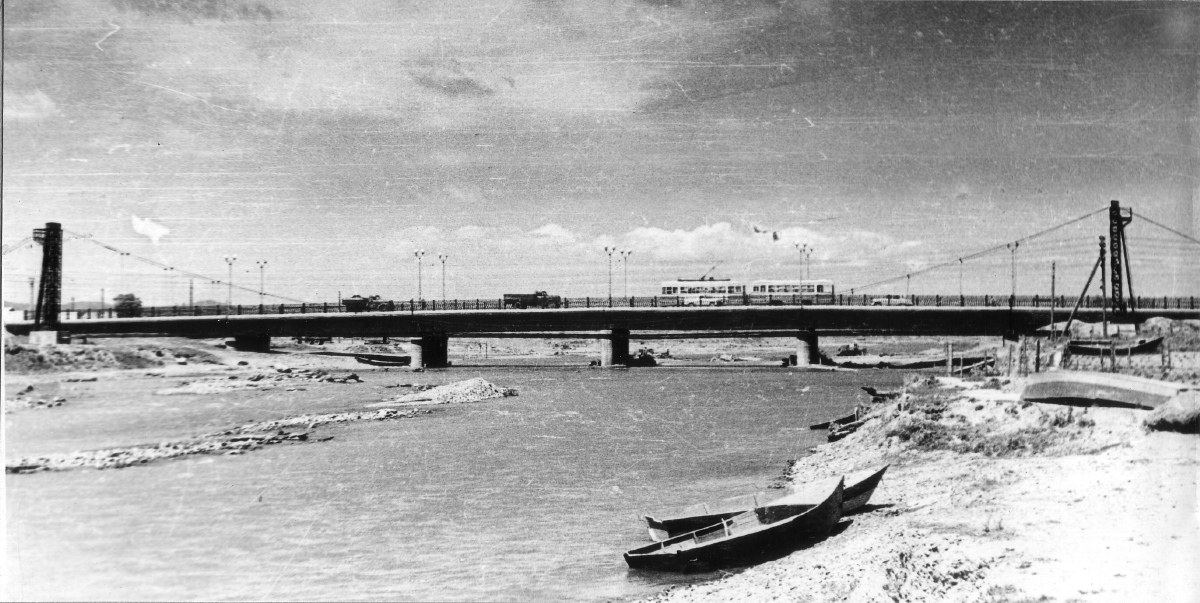
Старый мост через реку Силинка

За время, пока трамвайное движение приостановлено, несколько нерабочих трамвайных вагонов успели продать на металлолом (РВЗ-6М2 и ЛМ-93), но большая часть вагонов продолжают храниться на территории трамвайного парка, в частности, 16 пассажирских вагонов, готовых к эксплуатации, стоят в помещении депо и охраняются. Один из трамваев предложено оставить в качестве памятника. Эта идея не была реализована, но три вагона были проданы в частные руки, один из них (РВЗ-6М2 № 153) установлен в Комсомольске-на-Амуре на площади около драмтеатра и используется в качестве летнего кафе, второй (РВЗ-6М2 № 163) установлен в селе Краснореченское под Хабаровском на территории кинотеатра под открытым небом, третий (71-132 № 42) переделывается в кафе.

## Трамвайная сеть
- Сеть трамвая Комсомольска-на-Амуре состояла из 5 маршрутов, позже сократившись до 3. На момент закрытия ежедневно на линию выходило до 25 вагонов. Существовали линии до железнодорожного вокзала, набережной (речного вокзала), Дзёмог и до микрорайона «Амурсталь». На пяти трамвайных маршрутах можно было уехать в разные районы города. Длина контактной сети до 1 апреля 2018 года составляла 22,6 км в однопутном исчислении[5]. Единственный трамвайный парк находился по адресу Вокзальная ул., 24.
- Линия в микрорайон «Амурсталь» шла вдоль проспекта Мира, улицам Вагонная и Павловского. Пути стояли обособленно, изредка пересекаясь с дорожным полотном. В районе дома № 61 находится путепровод, он проходит под железнодорожными путями, в 2017 года был признан аварийным, его планировалось отремонтировать зимой 2018 года, однако денег на это мероприятие не нашлось. Всем трамваям для выхода на линию было необходимо пересечь путепровод. На данным момент на мосту отсутствуют рельсы и деревянные доски.
- Линия на набережную шла по проспекту Мира и улице Аллея Труда, изначально линия была отделена от проезжей части, однако уже в 2000-х годах пути были заасфальтированы.
- Линия на ЖД вокзал шла по проспекту Ленина, улице Пирогова и Магистральному шоссе. По проспекту линия была необособленная, по Пирогова трамвайные пути были уложены по австро-венгерски: вдоль тротуаров
- На 2017 год располагала самым большим количеством вагонов РВЗ-6М2 среди всех трамвайных систем России — 19 штук, эти вагоны являлись основой подвижного состава.[14]
- В 2012 году парк предприятия состоял из 40 пассажирских вагонов и 8 единиц спецсостава: 6 снегоочистителей, сетеизмеритель и  рельсотранспортер. Каждый день на улицы города выходило 25 пассажирских вагонов, из них 4 вагона работали по  разрывному графику. Ежедневно услугами трамвая пользовалось более 26 тысяч человек.[3]

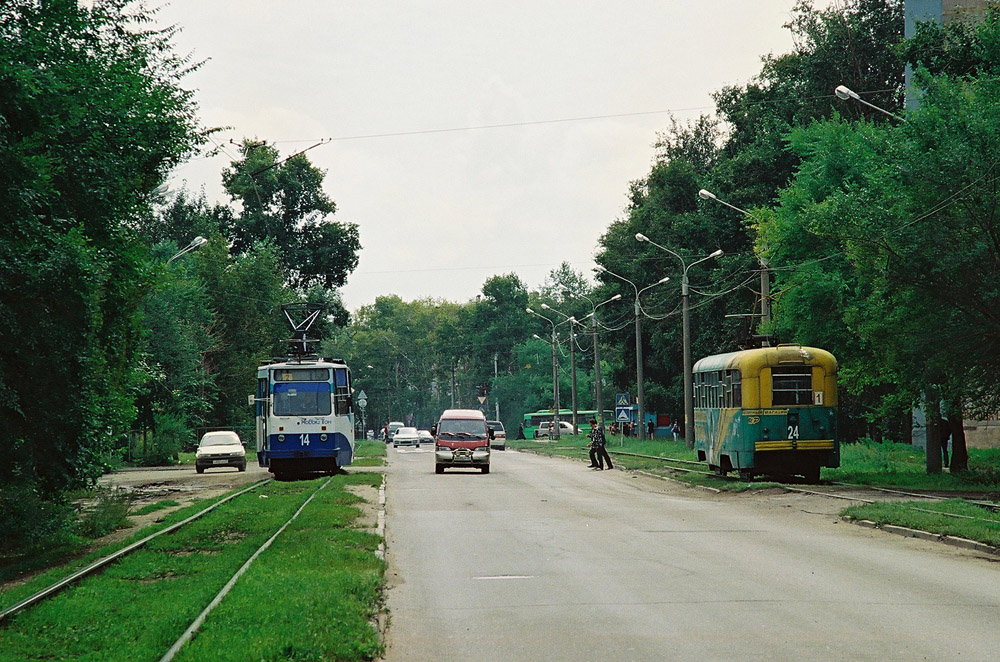
Трамвай по улице Пирогова

### Оборотные кольца и конечные станции

#### Существующие

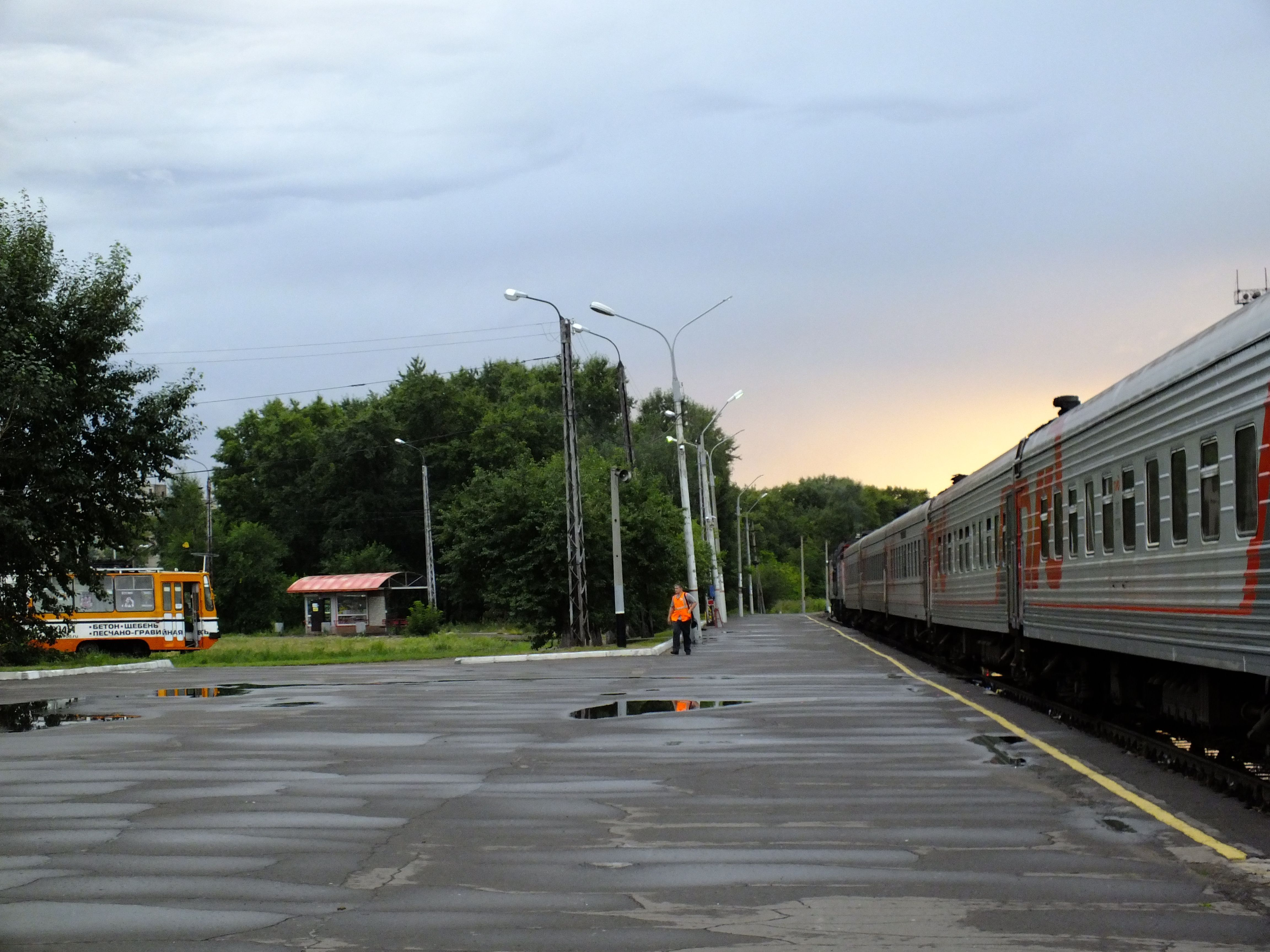
Трамвай на железнодорожном вокзале

| Наименование           | Расположение                  | Дата открытия | Диспетчерский пункт |
| ---------------------- | ----------------------------- | ------------- | ------------------- |
| Посёлок Мылки          | Площадь Володарского          | 6 ноября 1957 | Упразднён           |
| Железнодорожный вокзал | У ЖД вокзала                  | 1965 - 1975   | Не работает         |
| Площадь Металлургов    | Площадь Металлургов           | 6 ноября 1957 | Отсутствует         |
| Набережная             | Перед зданием речного вокзала | 1958          | Не работает         |
| Парк Металлургов       | У парка Металлургов           | 6 ноября 1957 | Не работает         |

#### Демонтированные до октября 2018 года
| Наименование                    | Расположение                         | Дата открытия  | Дата закрытия | Диспетчерский пункт | Примечание |
| ------------------------------- | ------------------------------------ | -------------- | ------------- | ------------------- | --- |
| Кинотеатр «Звезда»              | В районе остановки посёлок Парковый  | 5 декабря 1961 | 60-е - 80-е   | -                   | - |
| Железнодорожный вокзал (старый) | У старого ЖД вокзала                 | 1958           | 70-е          | -                   | - |
| Улица Амурская                  | Улица Амурская                       | 5 декабря 1961 | 1 апреля 2018 | -                   | Закрыто с 1 апреля 2018 года в связи с закрытием ветки «Площадь Металлургов — Дзёмги» и физическим демонтажем путей на ней |
| Дзёмги                          | Рядом с зданием Улица Калинина, 26/3 | 5 декабря 1961 | 1 апреля 2018 | Упразднён           | Закрыто с 1 апреля 2018 года в связи с закрытием ветки «Площадь Металлургов — Дзёмги» и физическим демонтажем путей на ней |

### Трамвайный парк
| Парк                        | Дата открытия      | Нумерация вагонов                              | Адрес                                                       | Обслуживаемые маршруты                                 | Примечание                                            |
| --------------------------- | ------------------ | ---------------------------------------------- | ----------------------------------------------------------- | ------------------------------------------------------ | ----------------------------------------------------- |
| МУП «Трамвайное Управление» | 6 ноября 1957 года | Х, ХХХХ (Служебные) 0Х, ХХ, ХХХ (Пассажирские) | Комсомольск-на-Амуре, Центральный округ, ул. Вокзальная, 24 | 1,2,3 - До 1 октября 2018 1,2,3,4,5 - До 1 апреля 2018 | С 1 октября 2018 года не осуществляет выпуск трамваев |

## Маршруты

### Закрытые в октябре 2018 года
| № | Конечные пункты                                           | Маршрут | Закрытие       | Примечание                                                                                                  |
| - | --------------------------------------------------------- | --- | -------------- | --- |
| 1 | Железнодорожный вокзал — Парк «Металлургов» («Амурсталь») | Железнодорожный вокзал — Магистральное шоссе — 3-й микрорайон — Хлебозавод — пос. Мылки — проспект Интернациональный — Швейная фабрика — Гостиница «Восход» — Технический университет — пл. Ленина — пос. Хабаровский — Трамвайное управление — улица Павловского — База Механизации — Спортивная — Заводоуправление — Парк «Металлургов»                       | 1 октября 2018 | Работа маршрута приостановлена с 1 октября 2018 года в связи с аварийным состоянием путепровода на пр. Мира |
| 2 | Железнодорожный вокзал — Набережная                       | Железнодорожный вокзал — Магистральное шоссе — 3-й микрорайон — Хлебозавод — пос. Мылки — проспект Интернациональный — Швейная фабрика — Гостиница «Восход» — Технический университет — пл. Ленина — пл. Металлургов — улица Красногвардейская — улица Комсомольская — улица Аллея Труда — улица Ордженикидзе — улица Дзержинского — Набережная (Речной вокзал) | 1 октября 2018 | Работа маршрута приостановлена с 1 октября 2018 года в связи с аварийным состоянием путепровода на пр. Мира |
| 3 | Набережная — Парк «Металлургов» («Амурсталь»)             | Набережная — улица Дзержинского — улица Орджоникидзе — улица Аллея Труда — улица Комсомольская— улица Красногвардейская — пос. Хабаровский — Трамвайное управление — улица Павловского — База Механизации — Спортивная — Заводоуправление — Парк «Металлургов»                                                                                                  | 1 октября 2018 | Работа маршрута приостановлена с 1 октября 2018 года в связи с аварийным состоянием путепровода на пр. Мира |

### Закрытые до октября 2018 года
| № | Конечные пункты                 | Маршрут | Закрытие      | Отменён       | Примечание |
| - | ------------------------------- | --- | ------------- | ------------- | --- |
| 4 | Набережная — Дзёмги             | Набережная — улица Дзержинского — улица Орджоникидзе — улица Аллея Труда — улица Комсомольская — улица Красногвардейская — проспект Ленина — улица Кирова — Комсомольское шоссе — пос. Парковый — пос. Майский — улица Ленинградская — улица Калинина — парк им. Ю. Гагарина — улица Амурская — завод «Металлист» — улица Орехова — Дзёмги                                                         | 2004          | 1 апреля 2018 | Отменён с 1 апреля 2018 года в связи с закрытием ветки «Площадь Металлургов — Дзёмги» и физическим демонтажем путей на ней |
| 5 | Железнодорожный вокзал — Дзёмги | Железнодорожный вокзал — Магистральное шоссе — 3-й микрорайон — Хлебозавод — пос. Мылки — проспект Интернациональный — Швейная фабрика — Гостиница «Восход» — Технический университет — пл. Ленина — улица Кирова — Комсомольское шоссе — пос. Парковый — пос. Майский — улица Ленинградская — улица Калинина — парк им. Ю. Гагарина — улица Амурская — завод «Металлист» — улица Орехова — Дзёмги | 1 апреля 2018 | 1 апреля 2018 | С 1 февраля 2017 сокращён до Площади Металлургов, на время дачного сезона продлевался до Посёлка Мылки. Отменён с 1 апреля 2018 года в связи с закрытием ветки «Площадь Металлургов — Дзёмги» и физическим демонтажем путей на ней |

## Подвижной состав

### Линейный
| Линейный подвижной состав на момент остановки движения | Линейный подвижной состав на момент остановки движения | Линейный подвижной состав на момент остановки движения | Линейный подвижной состав на момент остановки движения | Линейный подвижной состав на момент остановки движения                                                                              |
| Фото                                                   | Модель                                                 | Эксплуатация                                           | Количество                                             | Примечание |
| ------------------------------------------------------ | ------------------------------------------------------ | ------------------------------------------------------ | ------------------------------------------------------ | --- |
|                                                        | РВЗ-6М2                                                | 02.1977 - 10.2018                                      | 11 вагонов                                             | Бортовые номера 05, 07, 21, 22, 24, 141, 143, 146, 149, 153, 164. Прошли капитальный ремонт на КнААПО.                              |
|                                                        | 71-605А/71-605                                         | 11.1988 - 10.2018                                      | 9 вагонов                                              | Бортовые номера 32-40, некоторые модернизированы со сменой системы управления на ТИСУ.                                              |
|                                                        | ЛМ-93                                                  | 07.1993 - 10.2018                                      | 10 вагонов                                             | Бортовые номера 14-17, 41-46, некоторые вагоны модернизированы со сменой системы управления на ТИСУ. 4 вагона переданы из Ангарска. |
|                                                        | ЛМ-99К                                                 | 07.2001 - 10.2018                                      | 2 вагона                                               | Бортовые номера 100, 101. |

### Служебный
| Служебный подвижной состав на момент остановки движения | Служебный подвижной состав на момент остановки движения | Служебный подвижной состав на момент остановки движения | Служебный подвижной состав на момент остановки движения |
| Фото                                                    | Модель                                                  | Количество                                              | Примечание                                              |
| ------------------------------------------------------- | ------------------------------------------------------- | ------------------------------------------------------- | ------------------------------------------------------- |
|                                                         | ГС-4                                                    | 5 вагонов                                               | Бортовые номера 2-6. Снегоочиститель                    |
|                                                         | ВТК-24                                                  | 1 вагон                                                 | Бортовой номер 7. Вихревой снегоочиститель              |
|                                                         | ТК-28                                                   | 1 вагон                                                 | Бортовые номер 123. Рельсотранспортёр                   |
|                                                         | Сетеизмеритель НТТРЗ                                    | 1 вагон                                                 | Бортовой номер 1851. Сетеизмеритель                     |

### Линейный подвижной состав больше не эксплуатирующийся в городе
| Линейный подвижной состав больше не эксплуатирующийся в городе | Линейный подвижной состав больше не эксплуатирующийся в городе | Линейный подвижной состав больше не эксплуатирующийся в городе |
| Модель                                                         | Эксплуатация                                                   | Примечание                                                     |
| -------------------------------------------------------------- | -------------------------------------------------------------- | -------------------------------------------------------------- |
| КТМ/КТП-1                                                      | 11.1957 - 07.1974                                              |                                                                |
| КТМ/КТП-2                                                      | 1961 - 10.1976                                                 |                                                                |
| РВЗ-6М                                                         | 1969 - 12.2002                                                 |                                                                |

## Стоимость проезда

### Изменение стоимости проезда
| Год  | Дата изменения стоимости проезда | Стоимость проезда | Источник |
| ---- | -------------------------------- | ----------------- | -------- |
| 2007 | 1 марта                          | 10 рублей         |          |
| 2008 | 1 июля                           | 12 рублей         | [ 15 ]   |
| 2011 | 1 апрель                         | 13 рублей         | [ 15 ]   |
| 2013 | 15 марта                         | 14 рублей         | [ 15 ]   |
| 2014 | 10 апреля                        | 15 рублей         | [ 15 ]   |
| 2015 | 10 апреля                        | 18 рублей         | [ 16 ]   |
| 2016 | 21 апреля                        | 21 рубль          | [ 17 ]   |
| 2018 | 1 августа                        | 25 рублей         | [ 18 ]   |

В советское время стоимость проезда в трамвае составляла 3 копейки.

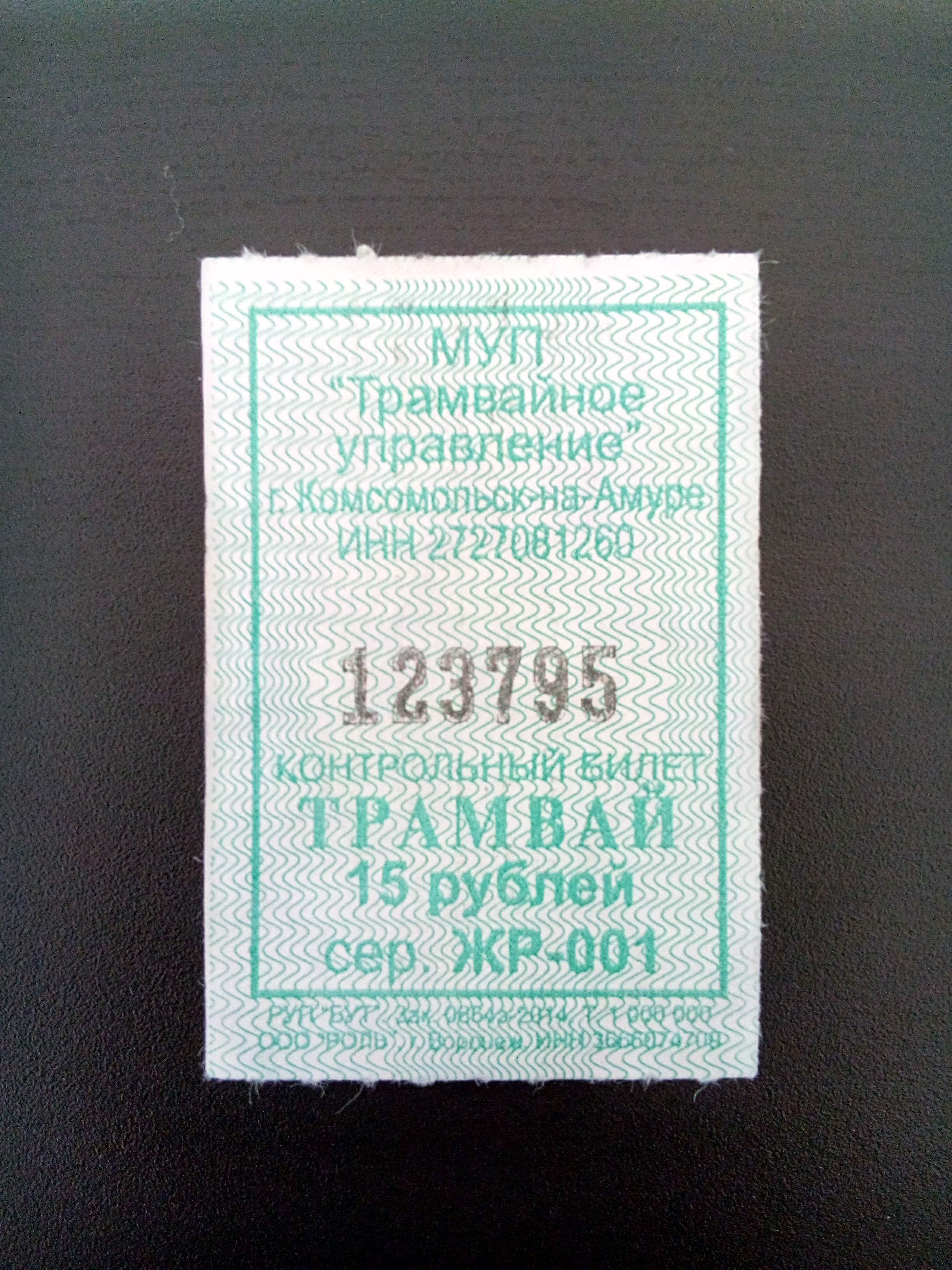
Билет 2014 года

### Стоимость проезда и стоимость месячных проездных билетов
| Стоимость месячных проездных билетов на момент закрытия | Стоимость месячных проездных билетов на момент закрытия | Стоимость месячных проездных билетов на момент закрытия | Стоимость месячных проездных билетов на момент закрытия | Стоимость месячных проездных билетов на момент закрытия |
|                                                         | Граждане                                                | Предприятия, организации                                | Студенты и школьники                                    | Льготная категория пассажиров                           |
| ------------------------------------------------------- | ------------------------------------------------------- | ------------------------------------------------------- | ------------------------------------------------------- | ------------------------------------------------------- |
| Одноразовый билет                                       | 25 рублей                                               | 25 рублей                                               | 25 рублей                                               | 20 рублей                                               |
| Месячный проездной                                      | 850 рублей                                              | 1050 рублей                                             | 500 рублей                                              | 600 рублей                                              |